# Сарівська сільська рада
Сарівська сільська рада — колишній орган місцевого самоврядування у Гадяцькому районі Полтавської області з центром у селі Сари.

## Населені пункти
Сільраді були підпорядковані населені пункти:
- c. Сари
- с. Донцівщина
- с. Київське
- с. Малі Будища
- с. Саранчова Долина
- с. Червоний Кут